# Katherine Maher
Katherine Roberts Maher, född 18 april 1983 var verksamhetschef för Wikimedia Foundation mellan 2016  och 2021. Hon var innan dess, från 2014, organisationens marknadschef.